# Johann Wilhelm Baur
Johann Wilhelm Baur, Joan Guiliam Bouwer ili Bauer (Strasbourg, 31. svibnja 1607. ‒ Beč, siječanj 1640.), bio je njemački graver, bakropisac i minijaturist. Poznat je po nizu ilustracija koje je napravio za Ovidijeve "Metamorfoze".

## Životopis
Prema Houbrakenu, Baur je crtanje i slikanje naučio od Friedricha Brentela, u Strasbourgu, prije odlaska u Rim, gdje je slikao za Brassiano, poznatog pokrovitelja umjetnosti. Specijalizirao se za akvarele ukrasnih arhitektonskih struktura u perspektivi, pa je stoga često bio angažiran za crtanje vrtova. Imao je običaj govoriti za vrijeme duboke koncentracije na posao, pa je znao razgovarati i sa stvarima. 
Godine 1643. prekinuo je put u Napulj da bi se vratio jednoj ženi u Rimu. Prema Cornelisu de Bieu, Baur je u Rimu živeo s Karelom Škrétom (Carolus Creten). Škréta je bio član umjetničke družbe Perjane ptice (niz. Bentvueghels) i imao je nadimak Slach-sweerd.
Mnoge od njegovih ilustracija za Ovidijeva djela, za Isusov križni put (na 24 pločice) i za predstave svakodnevnog života u Rimu (s odjećom iz raznih naroda i zemalja) na gravurama je izradio Melchior Küsel iz Augsburga.
Umro je u Beču od iznenadne bolesti dok je radio po nalogu Ferdinanda III., cara Svetog Rimskog Carstva.